# Кушадасы (залив)
Кушадасы (Кушада, тур. Kuşadası Körfezi, греч. Κόλπος Εφέσου) — залив Икарийского моря (Эгейского моря), к северо-востоку от греческого острова Самос, между полуостровом Дилек полуострова Малая Азия на юге и мысом Доганбей на севере. В залив впадает река Малый Мендерес (Кючюк-Мендерес). Залив имеет форму полукруга, в глубине которого расположен город Кушадасы.
Южнее города Кушадасы находятся остатки византийской крепости Кады (Kadıkalesi), защищавшей древний порт Анеи (Анайя). Вблизи устья реки Малый Мендерес расположены развалины древнего города Эфес, по которому залив назывался Эфесским (др.-греч. Κόλπος Εφέσου). У Эфесского залива находился древний город Лебедос, а к западу от него — Мионнес.
На побережье бухты находятся районы Сеферихисар, Мендерес и Сельчук ила Измир и район Кушадасы ила Айдын.
Река Малый Мендерес в древности была известна как Каистр. По ней залив назывался Каистрийским (др.-греч. Καΰστριος κόλπος). Венецианцы и генуэзцы называли город Кушадасы и залив Скала-Нова (Scala Nova, Scala Nuova, греч. κόρφος της Σκαλανόβας).